# 近世高岡の文化遺産群
近世高岡の文化遺産群（きんせいたかおかのぶんかいさんぐん）とは、富山県高岡市にある、同県と同市がユネスコの世界文化遺産への登録を目指している文化財の総称。

## 概要
2006年（平成18年）11月に文化庁が世界文化遺産の候補となる文化財を公募したことを受け、同年11月30日に富山県と高岡市は共同で高岡城跡、瑞龍寺、勝興寺、前田利長墓所の4件の文化財を「近世高岡の文化遺産群」として最初の提案書を文化庁に提出した。
2007年（平成19年）1月の文化審議会文化財分科会世界文化遺産特別委員会による審議の結果、「近世の城郭、藩主の菩提寺、墓所などから成る一連の資産として、価値は高い。日本の世界文化遺産および世界遺産暫定一覧表に記載された文化資産には、未だ見られない分野の文化資産である」と評価され、継続審議とされた。同年12月21日に富山県と高岡市は最初の提案書に記載された4件の文化財に18件の文化財を加えた計22件の文化財を「近世高岡の文化遺産群」として提案書を文化庁に再提出したが、文化庁の世界遺産暫定一覧表への記載は見送られた。
近年、遺跡や跡地の多い平泉や歴史的建造物が少ない鎌倉と比べ、江戸時代初期からの現存建造物が多い点などから再評価され始めている。
2007年（平成19年）6月に「世界文化遺産をめざす高岡市民の会」が発足し、世界文化遺産への登録に向けて活動している。同会は2011年（平成23年）6月に「近世高岡の文化遺産を愛する会」に改称した。
世界文化遺産への登録推進運動として、2007年（平成19年）7月21日から11月4日まで、近世高岡の文化遺産群に含まれる文化財などを巡る「近世高岡の文化遺産群めぐりバス」が運行された。

## 提案書に記載された主な文化財

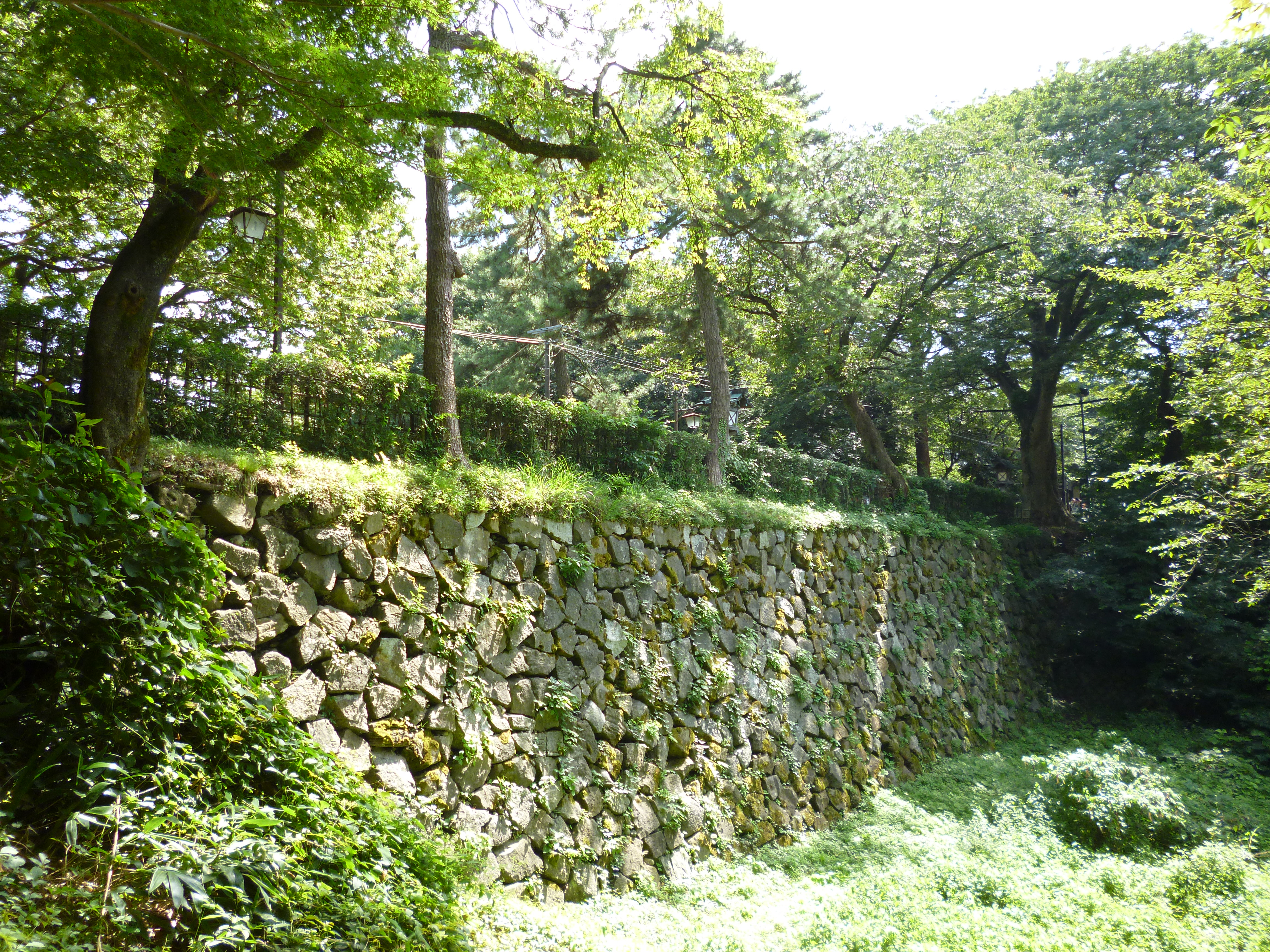
高岡城跡（提案書当時は県指定史跡、のちに国指定史跡）
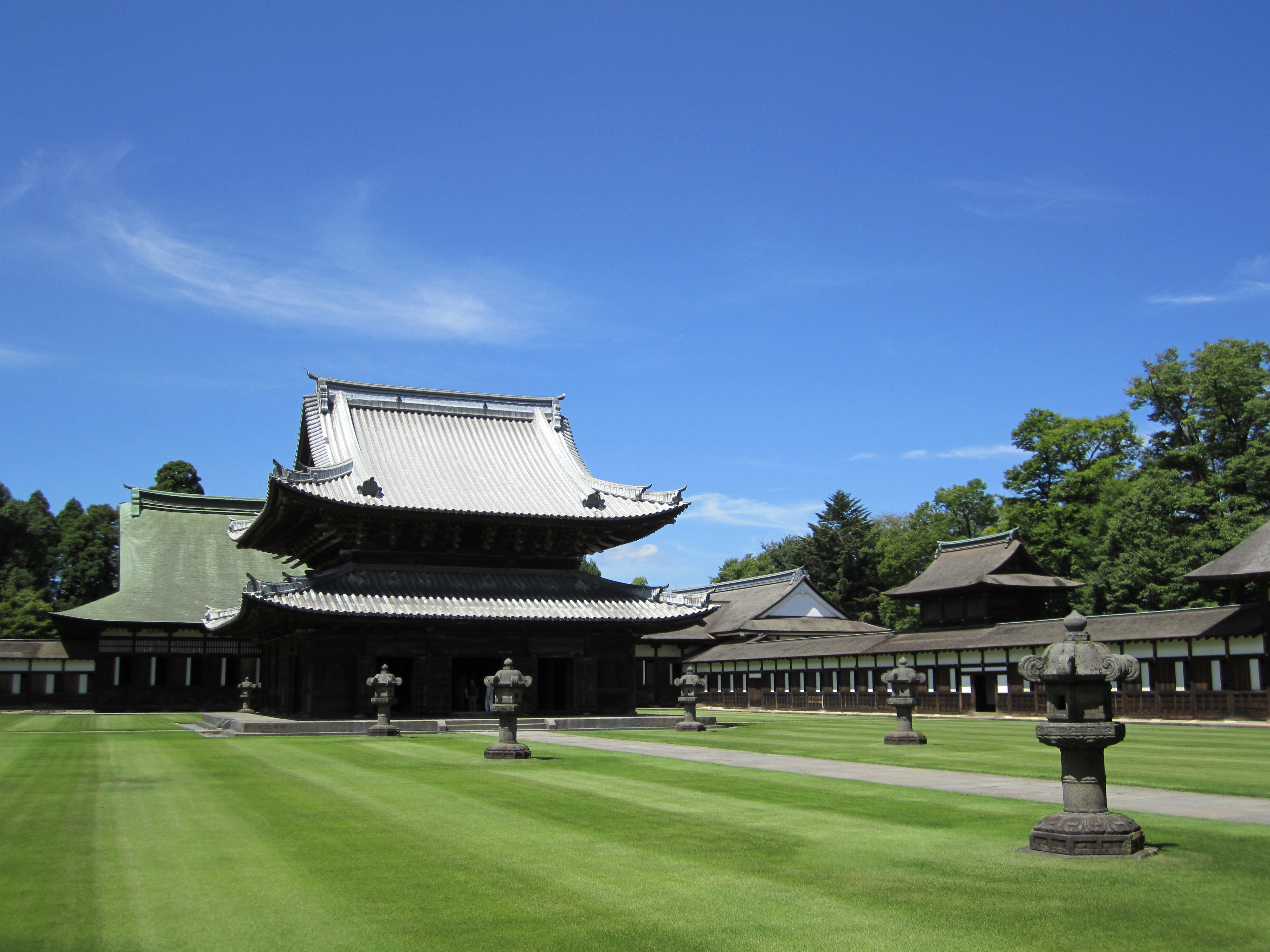
瑞龍寺（国宝、重要文化財）
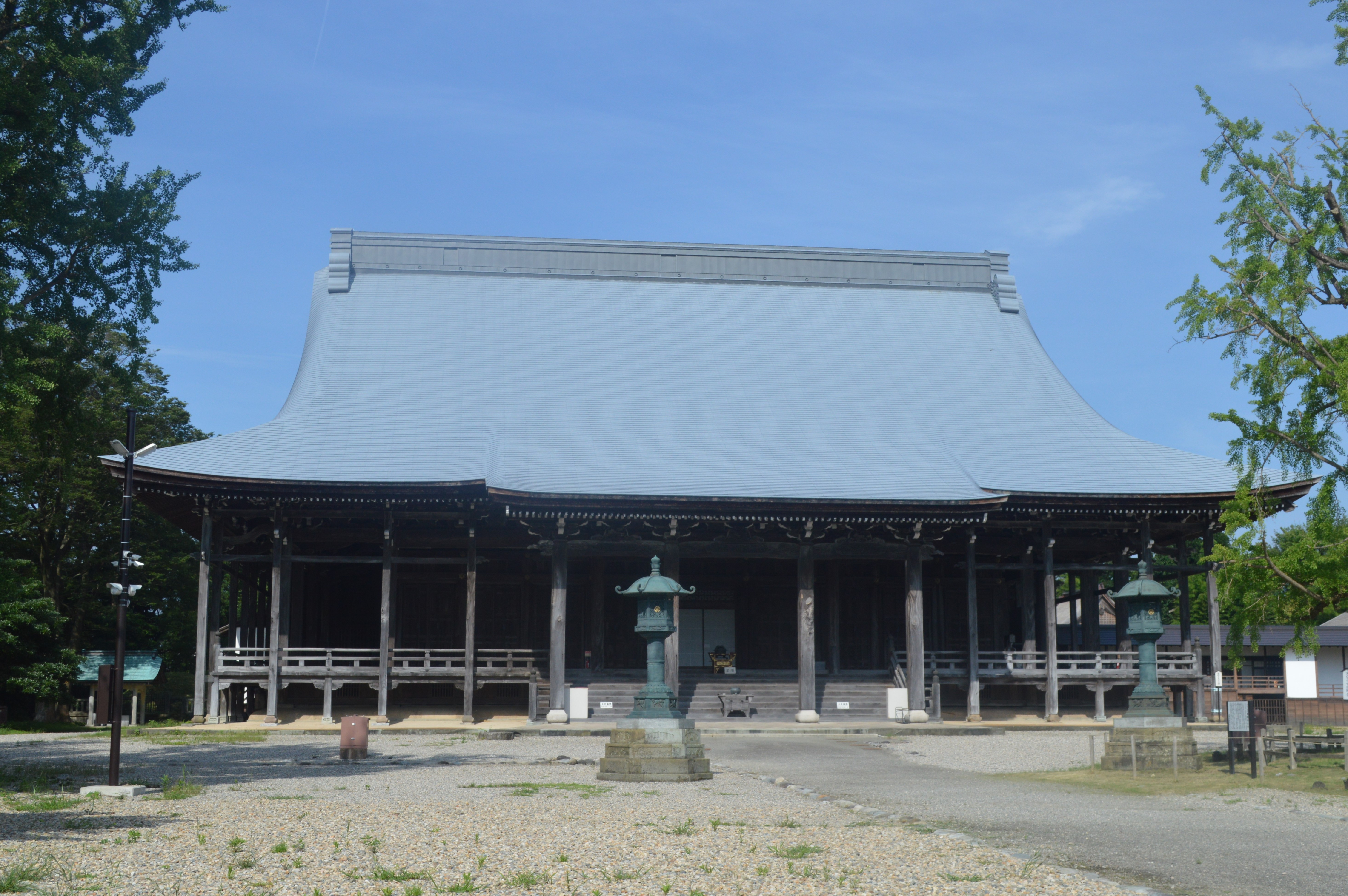
勝興寺（提案書当時は重要文化財、のちに一部国宝）
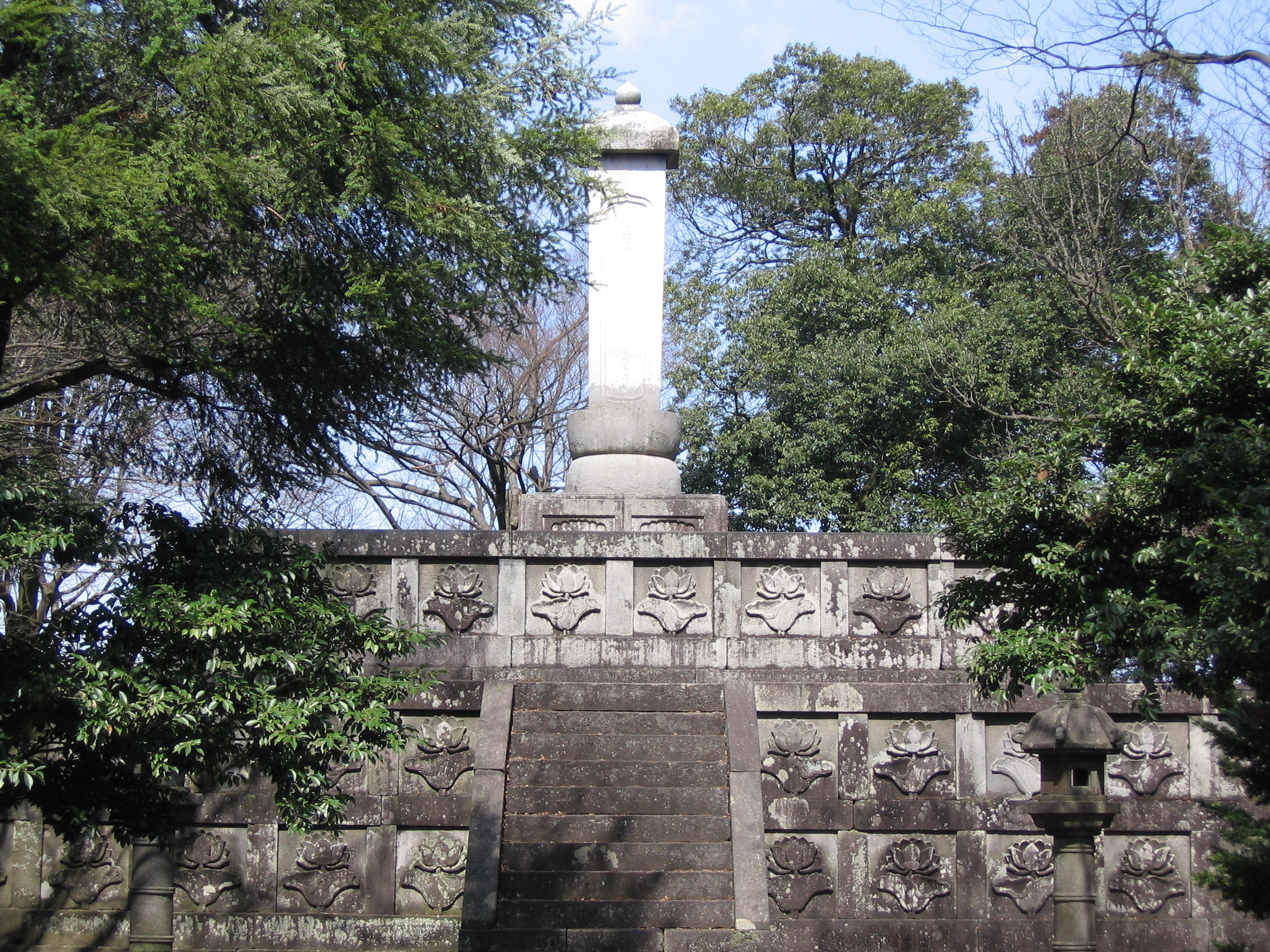
前田利長墓所（提案書当時は県指定史跡、のちに国指定史跡）
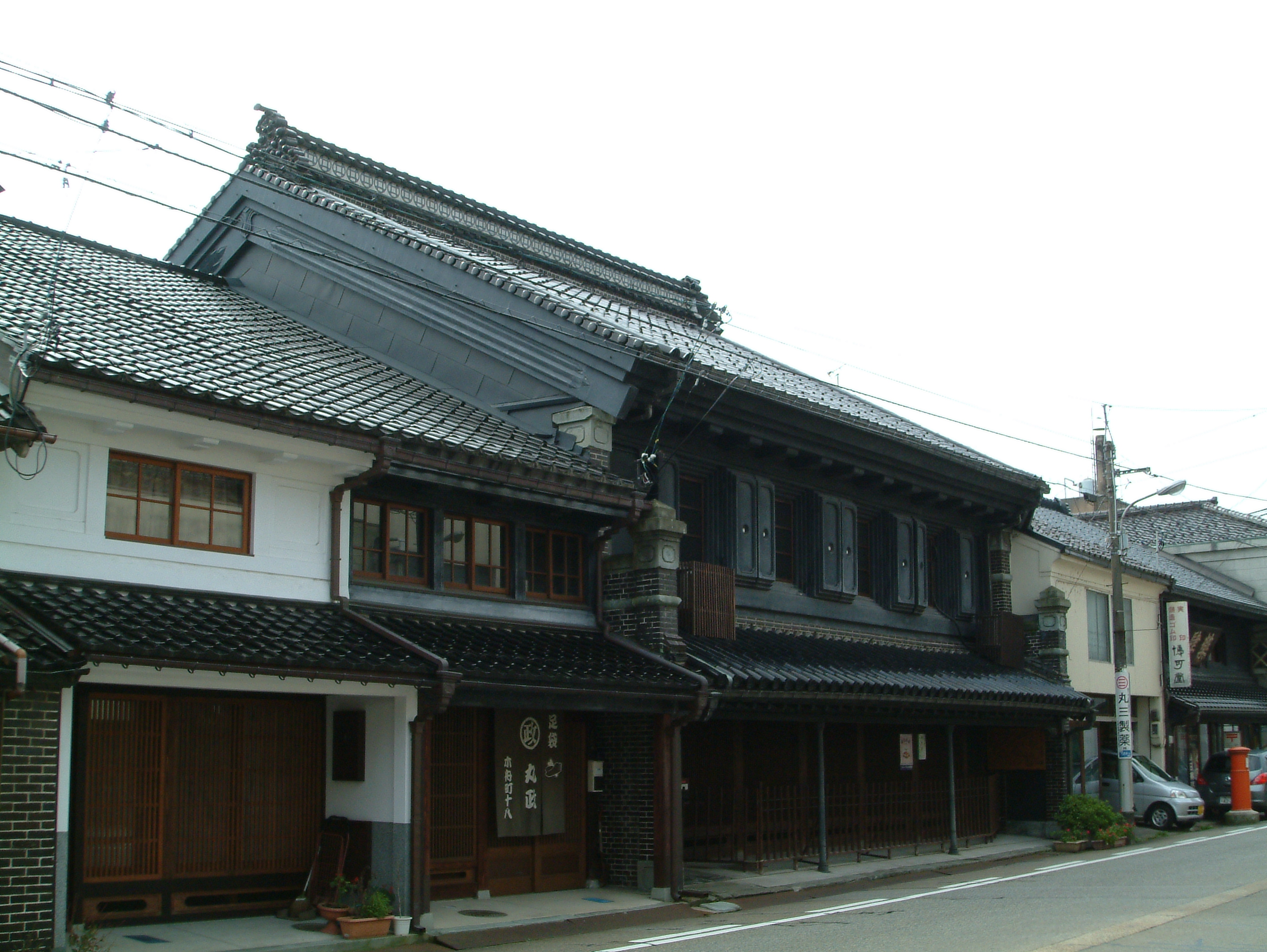
山町筋（重要伝統的建造物群保存地区）
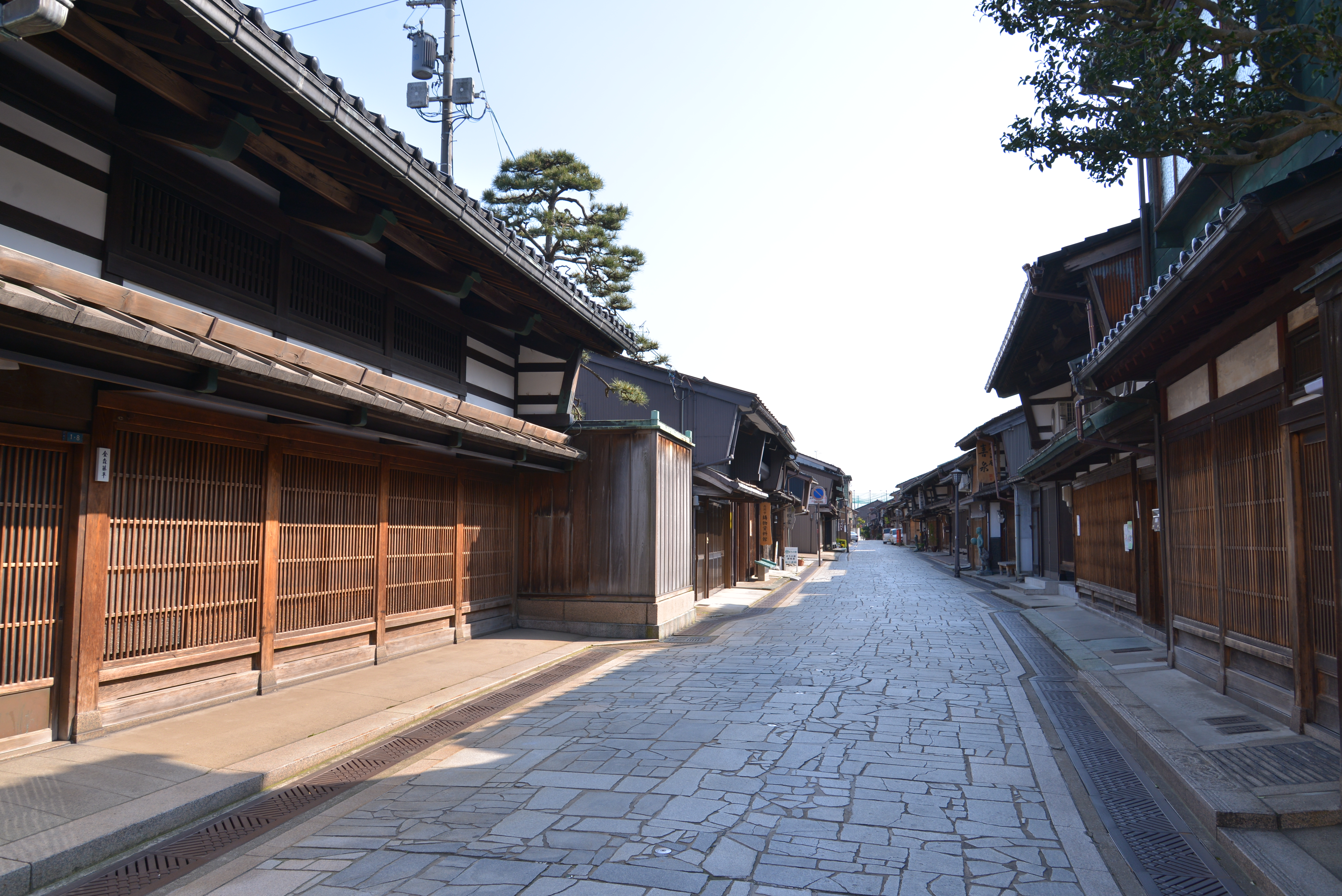
金屋町（のちに重要伝統的建造物群保存地区）